# Trasformata di Radon

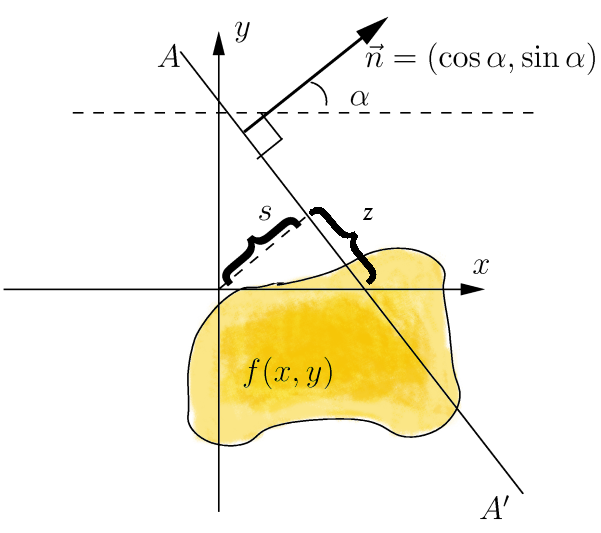
La trasformata di Radon mappa f sul dominio (x, y) in Rf sul dominio (α, s).

In matematica, la trasformata di Radon è la trasformata integrale che porta una funzione f definita sul piano a una funzione Rf definita sullo spazio (bidimensionale) delle rette del piano, il cui valore su una particolare retta è uguale all'integrale della funzione su quella retta. La trasformata fu introdotta nel 1917 da Johann Radon, che fornì anche una formula per la trasformata inversa, l'antitrasformata di Radon; Radon incluse anche formule per la trasformata in tre dimensioni, in cui l'integrale è preso sui piani (l'integrazione sulle linee è nota come trasformata dei raggi X). In seguito è stata generalizzata a spazi euclidei di dimensioni superiori e, più in generale, nel contesto della geometria integrale. L'analogo complesso della trasformata di Radon è noto come trasformata di Penrose. La trasformata di Radon è ampiamente applicabile alla tomografia, la creazione di un'immagine a partire dai dati di proiezione associati alle scansioni trasversali di un oggetto, come per esempio nella tomografia assiale computerizzata (TAC).

## Significato

Le proiezioni orizzontali attraverso la forma danno luogo a un segnale accumulato (barra centrale). Il sinogramma sulla destra è generato dalla raccolta di molte proiezioni di questo tipo durante la rotazione della forma. In questo caso, il colore viene utilizzato per evidenziare quale oggetto sta producendo quale parte del segnale. Si noti come i tratti rettilinei, se allineati con la direzione di proiezione, producano segnali più forti.

Se una funzione {\displaystyle f} rappresenta una densità sconosciuta, la trasformata di Radon rappresenta la proiezione dei dati come risultato di un'analisi tomografica; l'inversa della trasformata di Radon può essere utilizzata per ricostruire la densità originale dai dati proiettati, e quindi costituisce la base matematica della ricostruzione tomografica.
La trasformata di Radon è talvolta detta sinogramma, poiché la trasformata di Radon di una fonte puntiforme non centrata è una sinusoide; di conseguenza, la trasformata di Radon di un certo numero di oggetti piccoli appare graficamente come un certo numero di sinusodi sfocate con ampiezze e fasi differenti.
La trasformata di Radon è utile nella tomografia computerizzata (TC), negli scanner di codici a barre, nella microscopia elettronica di assemblaggi macromolecolari come virus e complessi proteici, nella sismica a riflessione e nella soluzione di equazioni differenziali parziali iperboliche.

## Definizione
La trasformata di Radon R della funzione f(x,y) è definita come:
{\displaystyle {\mathcal {R}}_{\theta }(\rho )[f(x,y)]=\int _{-\infty }^{\infty }\int _{-\infty }^{\infty }f(x,y)\delta (\rho -x\cos \theta -y\sin \theta )dxdy}
dove {\displaystyle \theta } è la pendenza angolare della retta di scansione.
L'antitrasformata di Radon è:
{\displaystyle [f(x,y)]={\frac {1}{2\pi }}\int _{-\infty }^{\infty }{\frac {d}{dy}}{\mathcal {H}}[{\mathcal {U}}(m,y-mx)]dm}
dove H è la trasformata di Hilbert.
Questa trasformata venne introdotta (per problemi in due e tre dimensioni) nel 1917 dal matematico Johann Radon, che pubblicò anche le formule per il calcolo dell'antitrasformata (problema della ricostruzione), ed è stata in seguito generalizzata al caso di problemi a più dimensioni, nel campo della geometria integrale.

## Algoritmo di retroproiezione filtrata
Conoscere la trasformata di Radon di un oggetto permette di ricostruirne la struttura: il teorema della proiezione infatti assicura che se abbiamo un numero infinito di proiezioni monodimensionali di un oggetto fatte da un numero infinito di angoli diversi (ossia: se conosciamo U(m, q) ), possiamo ricostruire perfettamente la geometria dell'oggetto originale (ossia: f(x, y) ) e il processo di ricostruzione consiste appunto nel calcolare l'antitrasformata di Radon.
Tuttavia l'antitrasformata di Radon è molto instabile se i dati misurati sono affetti da rumore sperimentale. Nella pratica si usa perciò una versione stabilizzata e discretizzata dell'antitrasformata di Radon, detta «algoritmo di retroproiezione filtrata». Un corollario al teorema della proiezione afferma infatti che «la trasformata di Radon della convoluzione bidimensionale di due funzioni è uguale alla convoluzione monodimensionale delle loro trasformate di Radon». Conseguenza pratica di ciò è che per eliminare il rumore che riduce la qualità della ricostruzione non è necessario eliminarlo fisicamente alla fonte, ma è possibile filtrare matematicamente i risultati sperimentali (ossia la misura della trasformata di Radon) e quindi operare la ricostruzione (ossia calcolare l'antitrasformata) direttamente sui dati filtrati a posteriori.